# Friedhelm Ehrlich
Friedhelm Ehrlich (* 11. Juli 1950 in Nägelstedt; † 2. August 1970 in Berlin) war ein Todesopfer an der Berliner Mauer. Ein Angehöriger der Grenztruppen der DDR erschoss ihn, nachdem er betrunken im Grenzgebiet festgenommen wurde.

## Leben
Friedhelm Ehrlich wuchs als einziges Kind seiner Eltern im thüringischen Gräfentonna auf. Er absolvierte eine Lehre zum Maschinenschlosser, bevor er im Mai 1969 zum Dienst bei der Nationalen Volksarmee (NVA) eingezogen wurde. Die NVA setzte ihn bei der Grenzkompanie in Glienicke/Nordbahn ein.
Am 2. August 1970 wurde ihm der Ausgang nach Schildow wegen eines geringfügigen Vergehens untersagt und er stattdessen zum Reinigungsdienst beordert. Anschließend ging er in eine Gaststätte vor Ort, in der er auf andere Angehörige seiner Einheit traf. Nachdem sie durch verschiedene Gaststätten gezogen waren, machten sie sich auf den Rückweg zur Kaserne. Der angetrunkene Friedhelm Ehrlich lief vor seinen Kameraden voran und setzte sich schließlich ab. Gegen 22.15 Uhr begab er sich von den anderen unbemerkt in das Grenzgebiet zu West-Berlin, das etwa 100 Meter von seiner Kaserne entfernt war. Er zerbrach Latten des Hinterlandzauns und lief pfeifend bis zum Kolonnenweg. Ein Grenzposten entdeckte ihn und forderte ihn auf, stehen zu bleiben. Nach dem zweiten Anruf ließ er sich festnehmen und wurde ins Hinterland abgeführt. Im Hinterland kam ein weiterer Grenzposten hinzu. Friedhelm Ehrlich musste sich mit dem Gesicht zum Boden hinlegen. Plötzlich sprang er auf und schrie die beiden Posten an. Dabei griff er sich in die Tasche. Einer der Grenzsoldaten nahm an, dass Ehrlich eine Waffe mitführe und gab aus etwa fünf Metern Abstand einen Schuss ab, der Ehrlich in den Oberschenkel traf und dessen Hauptschlagader zerstörte. Etwa zwanzig Minuten später wurde der Verletzte ohne Erste Hilfe zum Krankenhaus der Volkspolizei nach Berlin-Mitte gebracht, wo er verblutete.
Der Vorfall wurde in West-Berlin bemerkt. Es kam zu Protestrufen. Nach dem Ende der DDR nahm die Berliner Staatsanwaltschaft nach einer Anzeige durch Friedhelm Ehrlichs Eltern Ermittlungen auf. Das Verfahren wurde 1994 eingestellt, weil der Todesschütze fälschlich von einer Notwehrsituation ausgehen durfte. Zu einem Mauerschützenprozess kam es nicht.